# Maaike Boogaard
Maaike Boogaard (* 24. August 1998 in Hoorn) ist eine niederländische Radrennfahrerin, die auf der Straße aktiv ist.

## Sportlicher Werdegang
Nachdem Boogaard bereits 2014 niederländische Meisterin im Einzelzeitfahren der U17 geworden war, errang sie 2016 den Titel bei den Juniorinnen. Mit dem Wechsel in die U23 wurde sie 2017 Mitglied im damaligen Team BTC City Ljubljana, bevor sie 2020 zu Alé Cipollini wechselte. Ihre ersten wichtigen Erfolge errang sie als jeweils Achte der Gesamtwertung bei der Tour of Chongming Island 2019 und der Ceratizit Challenge by La Vuelta 2020 auf der UCI Women’s WorldTour. 2022 war ihre bis dahin erfolgreichste Saison, in der sie beim Omloop van Borsele auch ihren ersten Sieg als Radprofi errang.
Zur Saison 2023 wechselte Boogaard zum Team AG Insurance-Soudal Quick-Step, mit dem sie zur Saison 2024 in die WorldTour aufstieg. Bei Grand Prix d’Isbergues 2024 war sie erstmals für ihr neues Team erfolgreich. Nach zwei Jahren wechselte Boogard er neut das Team und wurde 2025 Mitglied im neu als UCI Women’s ProTeam lizenzierten VolkerWessels Women’s Pro Cycling Team.

## Erfolge
2016
- Niederländische Junioren-Meisterin – Einzelzeitfahren

2022
- Omloop van Borsele

2024
- Grand Prix d’Isbergues-Pas de Calais Féminin